# Ježi
Ježi (znanstveno ime Erinaceidae) so družina sesalcev iz reda žužkojedov (Eulipotyphla oz. Insectivora s str.), katere predstavniki so razširjeni po Evraziji in Afriki. Družino delimo na dve glavni podskupini, prave ježe (poddružina Erinaceinae) in podganje ježe (Galericinae). Bodice, po katerih večina ljudi pozna ježe, so značilne le za prvo skupino, medtem ko imajo podganji ježi normalen kožuh.
Znanih je 24 danes živečih vrst v 10 rodovih.

## Telesne značilnosti
Če prezremo bodice, imajo razmeroma enostavno telesno zgradbo žužkojedov z zašiljenim, gibljivim smrčkom, po čemer spominjajo na rovke, od katerih pa so bistveno večji. Največji predstavnik, veliki podganji jež, doseže skoraj pol metra v dolžino (brez repa) in telesno maso preko kilograma, najmanjši pa je mali podganji jež, ki brez repa doseže 10–15 cm v dolžino (40–60 g). Kot rovke imajo tudi ježi dobro razvite oči in ušesa. Zobovje je značilno žužkojedo, z ostrimi zobmi, pri čemer pa so vsejedi. Na nogah imajo močne kremplje, s katerimi kopljejo.
Bodice pravih ježev so preobražene dlake na hrbtu, opremljene s podkožnimi mišicami, s katerimi jih žival nasrši, ko se počuti ogroženo. Njihovo obrambno vlogo dopolnjuje krožna mišica (Musculus orbicularis), ki poteka od zadnjičnega predela ob boku okrog glave in na drugo stran ter ob skrčenju zvije žival v klobčič na podoben način kot vrvica, s katero zadrgnemo odprtino torbe.

## Taksonomija
Tradicionalno so ježe uvrščali v red žužkojedov (Insectivora), ki pa je očitno polifiletski in s tem v sodobni filogenetski klasifikaciji neveljaven takson. Zato so jih sprva oddelili v red Erinaceomorpha. Še kasneje se je izkazalo, da so njihovi najbližji sorodniki rovke in jih zdaj z njimi ter še nekaterimi sorodnimi družinami združujemo v red Eulipotyphla.
24 danes živečih opisanih vrst združujemo v 10 rodov:
- poddružina pravih ježev (Erinaceinae)
  - rod Atelerix
    - Atelerix albiventris
    - Atelerix algirus
    - Atelerix frontalis
    - Atelerix sclateri

  - rod Erinaceus
    - Erinaceus amurensis
    - beloprsi jež (Erinaceus concolor)
    - rjavoprsi jež (Erinaceus europaeus)
    - severni beloprsi jež (Erinaceus roumanicus)

  - rod veleuhih ježev (Hemiechinus)
    - Hemiechinus auritus
    - Hemiechinus collaris

  - rod Mesechinus
    - Mesechinus dauuricus
    - Mesechinus hughi

  - rod puščavskih ježev (Paraechinus)
    - Paraechinus aethiopicus
    - Paraechinus hypomelas
    - Paraechinus micropus
    - Paraechinus nudiventris
- poddružina podganjih ježev (Galericinae)
  - rod Echinosorex
    - veliki podganji jež (Echinosorex gymnura)

  - rod Hylomys
    - Hylomys megalotis
    - Hylomys parvus
    - mali podganji jež (Hylomys suillus)

  - rod Neohylomys
    - hainanski podganji jež (Neohylomys hainanensis)

  - rod Neotetracus
    - rovkasti jež (Neotetracus sinensis)

  - rod Podogymnura
    - Podogymnura aureospinula
    - filipinski podganji jež (Podogymnura truei)

Na ozemlju Slovenije živita le dve vrsti pravih ježev od skupno treh evropskih.